# بچنگ
بچنگ (به لهستانی:  Byczeń) یک روستا در لهستان است که در گمینا کامینگتس زانبکوویتسکی واقع شده‌است.